# Campionato europeo maschile di pallavolo 1948
Il campionato europeo maschile di pallavolo 1948 si è svolto dal 24 al 26 settembre 1948 a Roma, in Italia: al torneo hanno partecipato sei squadre nazionali europee e la vittoria finale è andata per la prima volta alla Cecoslovacchia.

## Impianti
|                                                                    |  |  |
|                                                                    |  |  |
| Stadio della Pallacorda Città: Roma Capienza: - Anno d'apertura: - |  |  |

## Regolamento

### Formula
Le squadre hanno disputato un'unica fase con formula del girone all'italiana.

### Criteri di classifica
Sono stati assegnati 2 punti alla squadra vincente e 1 a quella sconfitta.
L'ordine del posizionamento in classifica è stato definito in base a:
- Punti;
- Ratio dei set vinti/persi;
- Ratio dei punti realizzati/subiti;
- Risultati degli scontri diretti.

## Squadre partecipanti
| Squadra        | Qualificazione      | Ultima partecipazione |
| -------------- | ------------------- | --------------------- |
| Belgio         | -                   | Debutto               |
| Cecoslovacchia | -                   | Debutto               |
| Francia        | -                   | Debutto               |
| Italia         | Paese organizzatore | Debutto               |
| Jugoslavia     | -                   | Debutto               |
| Paesi Bassi    | -                   | Debutto               |
| Portogallo     | -                   | Debutto               |

## Torneo

### Risultati
| 24 settembre 1948 Stadio della Pallacorda, Roma Durata: ? - Spettatori: ? | Italia         | 3 - 0 | Belgio      | 15-8, 15-5, 15-6               |
| 24 settembre 1948 Stadio della Pallacorda, Roma Durata: ? - Spettatori: ? | Cecoslovacchia | 3 - 0 | Paesi Bassi | 15-1, 15-5, 15-7               |
| 24 settembre 1948 Stadio della Pallacorda, Roma Durata: ? - Spettatori: ? | Francia        | 3 - 1 | Portogallo  | 15-11, 15-9, 10-15, 15-10      |
| 24 settembre 1948 Stadio della Pallacorda, Roma Durata: ? - Spettatori: ? | Italia         | 3 - 0 | Paesi Bassi | 15-4, 15-5, 15-13              |
| 24 settembre 1948 Stadio della Pallacorda, Roma Durata: ? - Spettatori: ? | Cecoslovacchia | 3 - 0 | Portogallo  | 15-3, 15-8, 15-6               |
| 24 settembre 1948 Stadio della Pallacorda, Roma Durata: ? - Spettatori: ? | Francia        | 3 - 0 | Belgio      | 15-8, 15-7, 15-7               |
| 25 settembre 1948 Stadio della Pallacorda, Roma Durata: ? - Spettatori: ? | Italia         | 3 - 0 | Portogallo  | 15-8, 15-9, 15-10              |
| 25 settembre 1948 Stadio della Pallacorda, Roma Durata: ? - Spettatori: ? | Cecoslovacchia | 3 - 0 | Francia     | 15-7, 15-5, 15-5               |
| 25 settembre 1948 Stadio della Pallacorda, Roma Durata: ? - Spettatori: ? | Belgio         | 3 - 1 | Paesi Bassi | 15-11, 15-8, 7-15, 15-6        |
| 26 settembre 1948 Stadio della Pallacorda, Roma Durata: ? - Spettatori: ? | Cecoslovacchia | 3 - 0 | Belgio      | 15-4, 15-5, 15-5               |
| 26 settembre 1948 Stadio della Pallacorda, Roma Durata: ? - Spettatori: ? | Francia        | 3 - 2 | Italia      | 15-8, 8-15, 15-9, 15-17, 15-13 |
| 26 settembre 1948 Stadio della Pallacorda, Roma Durata: ? - Spettatori: ? | Portogallo     | 3 - 0 | Paesi Bassi | 15-1, 15-2, 15-6               |
| 26 settembre 1948 Stadio della Pallacorda, Roma Durata: ? - Spettatori: ? | Cecoslovacchia | 3 - 0 | Italia      | 15-1, 15-5, 15-5               |
| 26 settembre 1948 Stadio della Pallacorda, Roma Durata: ? - Spettatori: ? | Francia        | 3 - 0 | Paesi Bassi | 15-11, 15-10, 15-4             |
| 26 settembre 1948 Stadio della Pallacorda, Roma Durata: ? - Spettatori: ? | Portogallo     | 3 - 0 | Belgio      | 15-1, 15-4, 15-13              |

### Classifica
| Pos. | Squadra        | Pt | G | V | P | SV | SP | Ratio | PF  | PS  | Ratio |
| ---- | -------------- | -- | - | - | - | -- | -- | ----- | --- | --- | ----- |
| 1.   | Cecoslovacchia | 10 | 5 | 5 | 0 | 15 | 0  | MAX   | 225 | 72  | 3,125 |
| 2.   | Francia        | 9  | 5 | 4 | 1 | 12 | 6  | 2,000 | 230 | 199 | 1,155 |
| 3.   | Italia         | 8  | 5 | 3 | 2 | 11 | 6  | 1,833 | 208 | 181 | 1,149 |
| 4.   | Portogallo     | 7  | 5 | 2 | 3 | 7  | 9  | 0,777 | 134 | 154 | 0,870 |
| 5.   | Belgio         | 6  | 5 | 1 | 4 | 3  | 13 | 0,230 | 55  | 135 | 0,407 |
| 6.   | Paesi Bassi    | 5  | 5 | 0 | 5 | 1  | 15 | 0,066 | 69  | 180 | 0,383 |

## Podio

### Campione
Formazione: J. Brož, K. Brož, Češpiva, Fučík, Linke, Mikota, Paldus, Reicho, Tesař, Votava, CT: Češpiva

### Secondo posto
Formazione: Alphonse Claparède, Michel Constantin, Roger Delousteau, René Demotte, André Dulon, Georges Henry , Jacques Liou, Jean Pogenberg, Robert Recoque, Igor Stepanoff, Jacques Fabre, CT: Marcel Mathore

### Terzo posto
Formazione: Ermanno Baccarini, Carlo Cattaneo, Giovanni Ceppile, Bruno de Bernardi, Bruno Estasi, Mario Fanesi, Maurizio Lollis, Orfeo Montanari, Mario Saragoni, Vittorio Schenal, Carlo Sforzini, Roberto Tazzari, CT: Angelo Costa

## Classifica finale
| Pos     | Squadra        |
| ------- | -------------- |
| Oro     | Cecoslovacchia |
| Argento | Francia        |
| Bronzo  | Italia         |
| 4       | Portogallo     |
| 5       | Belgio         |
| 6       | Paesi Bassi    |